# Peter Matthews (Sprinter)
Peter Matthews (* 13. November 1989 im Manchester Parish) ist ein jamaikanischer Sprinter, der sich auf den 400-Meter-Lauf spezialisiert hat.

## Sportliche Laufbahn
Erste internationale Erfahrungen sammelte Peter Matthews bei der Sommer-Universiade 2011 in Shenzhen, bei der er in 45,62 s die Silbermedaille hinter dem Ungarn Marcell Deák Nagy gewann. Zudem wurde er mit der jamaikanischen 4-mal-100-Meter-Staffel im Vorlauf disqualifiziert. 2015 qualifizierte er sich für die Weltmeisterschaften in Peking, bei denen er im 400-Meter-Bewerb das Halbfinale erreichte und im 4-mal-400-Meter-Staffelbewerb mit der jamaikanischen Mannschaft auf den vierten Platz kam. 2016 nahm er mit der Staffel an den Olympischen Spielen in Rio de Janeiro teil und gewann dort in 2:58,16 min im Finale die Silbermedaille hinter den Vereinigten Staaten. Bei den IAAF World Relays 2017 kam er mit der Staffel auf den dritten Platz und nahm auch an den Weltmeisterschaften in London teil, bei denen die jamaikanische Mannschaft überraschend im Vorlauf ausschied.
Im April 2018 gewann er bei den Commonwealth Games im australischen Gold Coast mit der jamaikanischen Staffel die Bronzemedaille in 3:01,97 min.

## Persönliche Bestzeiten
- 400 Meter: 44,69 s, 23. August 2015 in Peking
  - 400 Meter (Halle): 47,30 s, 9. Februar 2018 in Lubbock